# Jan Smit (natuurkundige)
Jan Smit is een Nederlands hoogleraar theoretische natuurkunde aan de Universiteit van Amsterdam en de Rijksuniversiteit Utrecht.
Hij promoveerde bij professor Robert Finkelstein aan de UCLA op de bronnentheorie van Julian Schwinger maar is vooral bekend voor zijn studie naar de kwantumveldentheorie, waarbij hij de anomalieën die deze theorie plagen aanpakte door de ruimte-tijd (space-time continuum) te vervangen door een eindig raster. Dit werk culmineerde in de publicatie van zijn boek Introduction to Quantum Fields on a Lattice in 2002.
In de jaren 1990 ging hij zich ook bezighouden met dynamische triangulatie, een methode om te compenseren voor de ruimtekromming die door zwaartekracht ontstaat en daardoor problemen veroorzaakt voor telescopen op Aarde.
Naamgenoot Jan Smit is hoogleraar paleontologie aan de Vrije Universiteit Amsterdam.